# Blattwerk

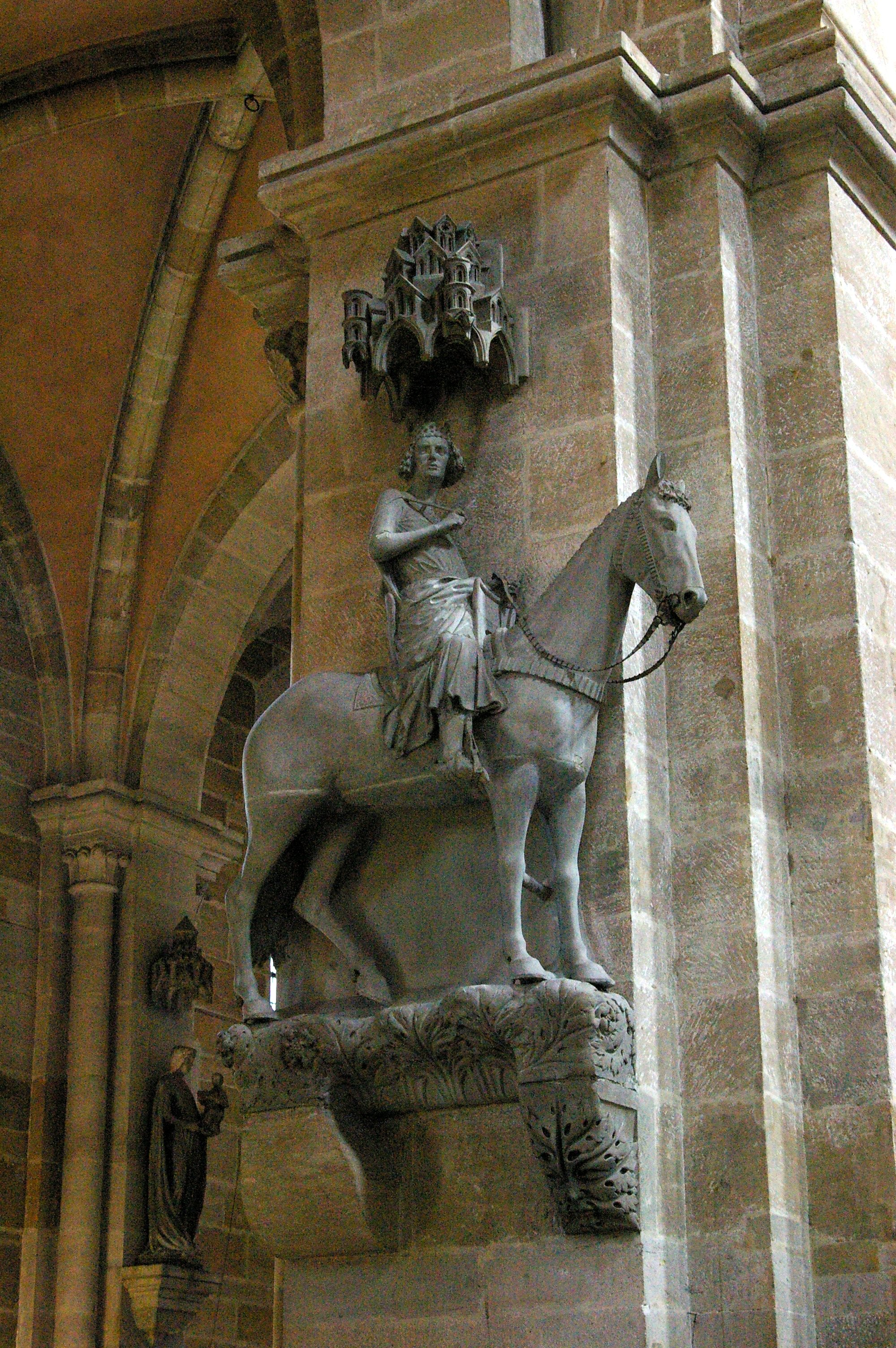
Bamberger Dom (Innenraum), Blattwerk als Sockel des Bamberger Reiters

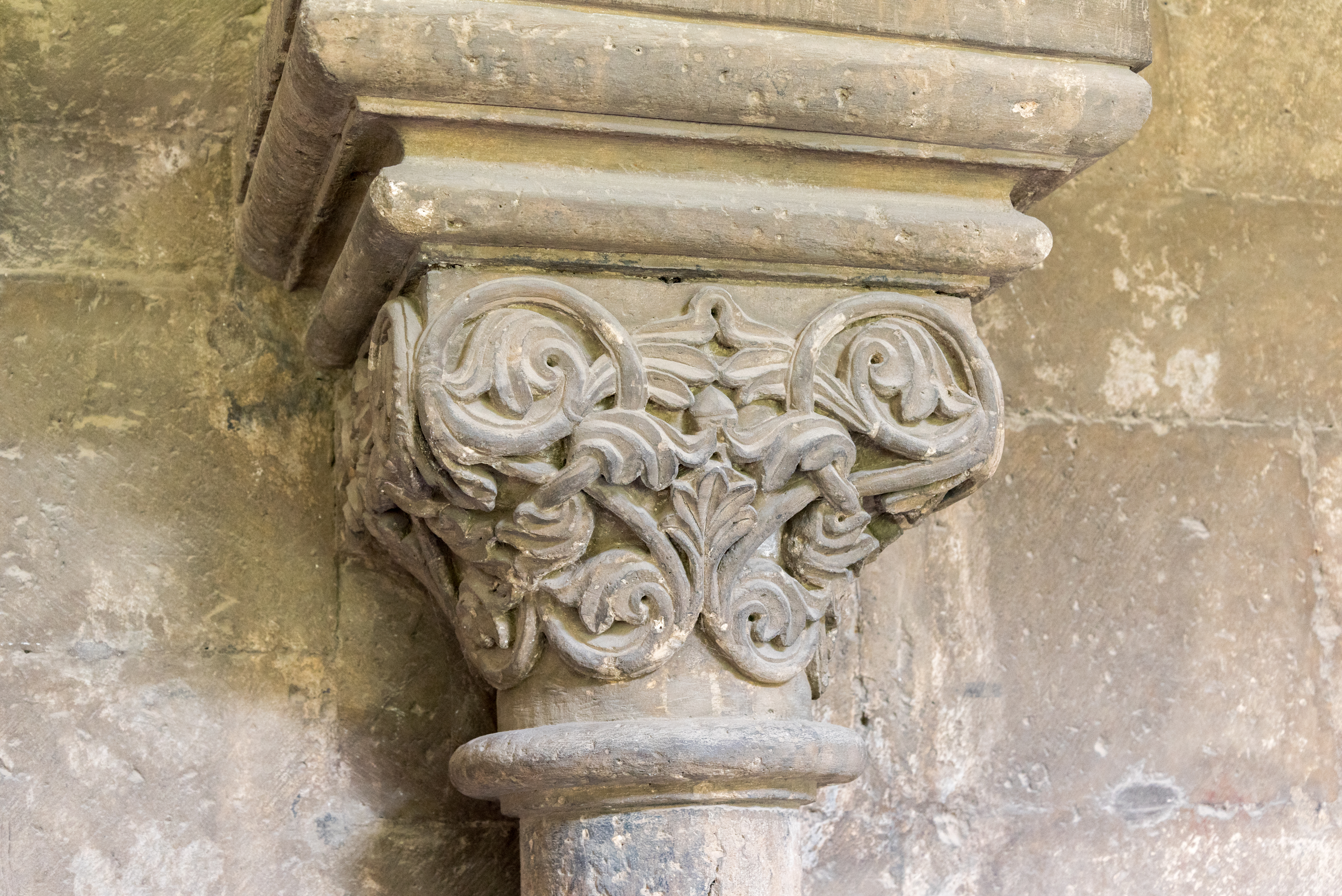
Naumburger Dom (Innenraum), Blattwerk an einem Kapitell

Als Blattwerk, auch Laubwerk, (französisch feuillage, italienisch fogliami) wird jede aus Blättern gestaltete Verzierung in der Bildenden Kunst bezeichnet.

## Vorkommen
Blattwerk wird in allen Stilepochen mehr oder weniger stilisiert oder naturnah dargestellt. Das Blattwerk ist eine für die gotische Schmuckformen typische Erscheinung, die als Blätter oder als Knospen in Stein geschlagen, in Holz geschnitzt, von Kunstschmieden auf dem Amboss gestaltet oder gemalt wurden. Blattwerkornamente befinden sich an Spitze von Türmen, an Giebeln als Giebelblume und als Fialen, Wimpergen, Bogenfelder und Schlusssteinen gotischer Bauwerke. Gotische Kreuzblume und die Krabbe zählen ebenso hierzu. Anfänglich werden in der Gotik strenge Blattwerkformen ausgearbeitet, die sich mit der Entwicklung der Gotik als wuchernde Blattformen darstellen. Es werden vor allem heimische Blattmotive verwendet. Die steinernen Motive werden von Steinmetzen geschlagen, die in der Zeit der Gotik auch Laubmacher oder Blatthauer genannt werden.
Das bedeutendste und künstlerisch wertvollste Blattwerk der Gotik bildet der steinerne Sockel des Bamberger Reiters im Bamberger Dom. Auf dem rechten Konsolstein dieses Sockels befindet sich die in Deutschland bekannteste Blattmaske. In der kunsthistorischen Literatur wird auch das Blattwerk am Westlettner des Naumburger Doms als ein künstlerischer Höhepunkt der frühgotischen Steinmetzkunst gewürdigt.
Den Titel „Laubwerk“ trugen im 15. Jahrhundert auch Anweisungen zur Gestaltung von mit Rankendekor ausgestatteten Buchmalereien.